# Blåflen
Blåflen (Phalaris coerulescens) är en gräsart som beskrevs av René Louiche Desfontaines. Blåflen ingår i släktet flenar, och familjen gräs. Inga underarter finns listade i Catalogue of Life.

## Bildgalleri

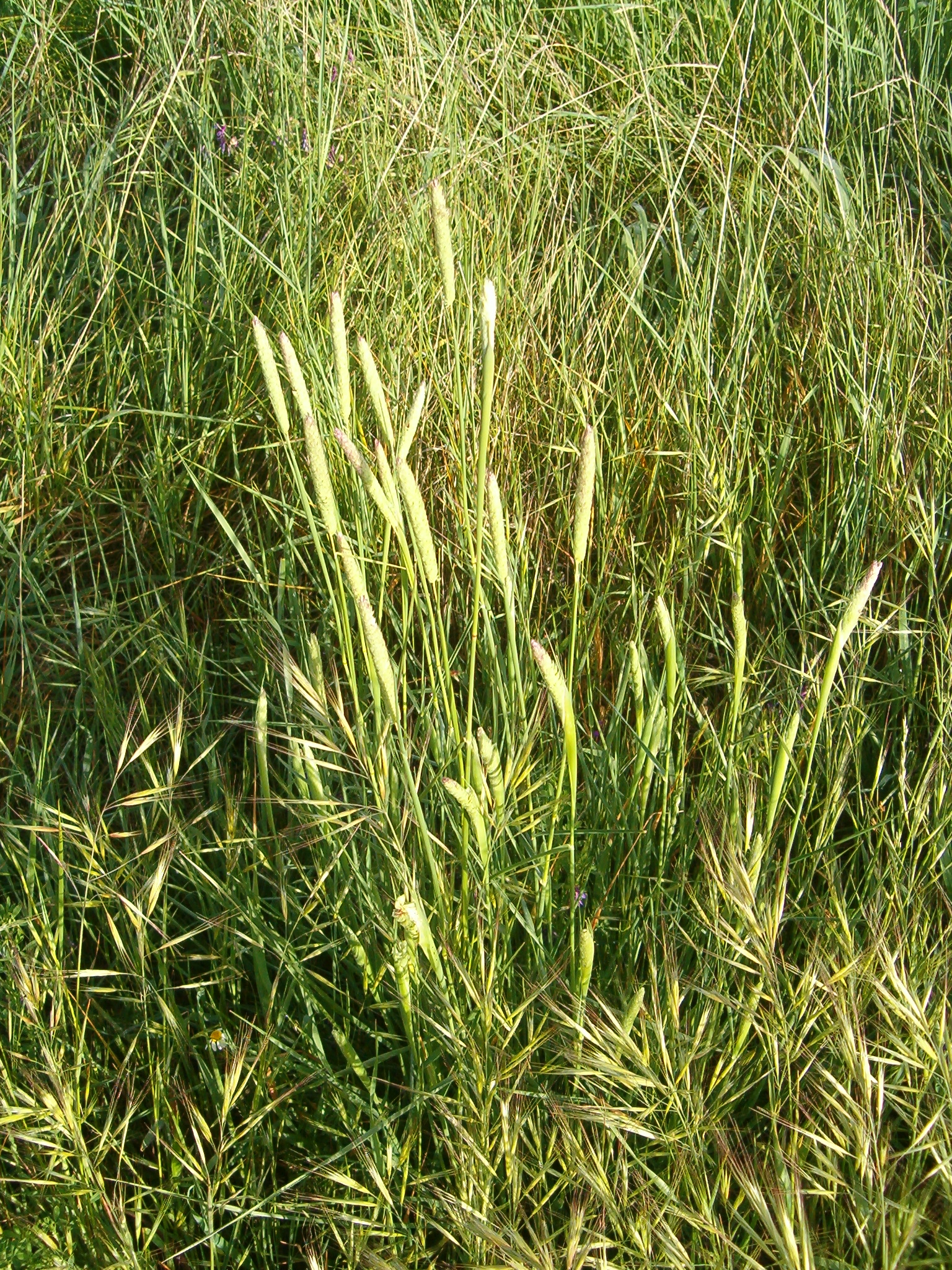
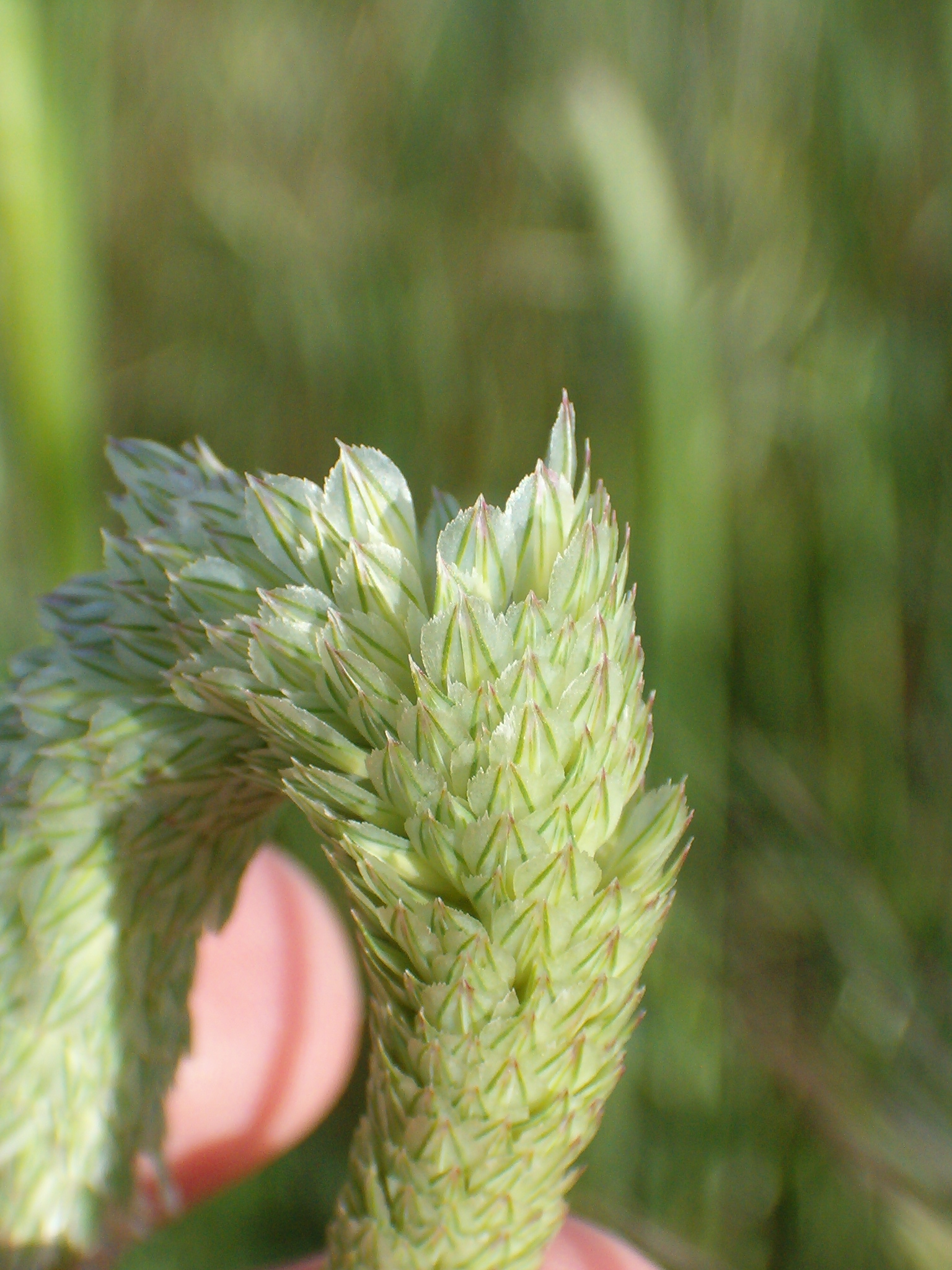